# ザッピング
ザッピング（zapping）とは、テレビ視聴において、リモコンでチャンネルを頻繁に切り替えながら視聴する行為のことである。
元来の意味は、
1. 背嚢（zap）を背負って気ままに山や森をぶらぶら歩くこと。産業革命後のヨーロッパでは、工業化した都市生活は不自然と考えられ、休日は自然と一体化し、リフレッシュしようとした。ここから転じて、チャンネルを替えながら、あちこちの番組を視聴する行為を指すようになった。[要出典]
2. チャンネルを替えるとき、放送していないチャンネルでは「ザー」という音がする。頻繁にチャンネルを替えると、「ザッ、ザッ」と音がするので、ここからザッピングという言葉ができたとも言われている。[要出典]

リモコン普及期でも大学生は1時間に16回行っていた。
ザッピングが発展した視聴行動にフリッピング（flipping）がある。フリッピングは、アシカ等の前足（flipper）を使った芸の意味である。ここから転じて、二股をかける、どっちつかずという意味を持つアメリカ俗語である。テレビ視聴では、ザッピングしながら2つのチャンネルの番組を並行視聴する行動をさす。。
転じて、コンピュータゲームでは複数のキャラクターを切り替えながら行動するシステムのことを言う。

## 放送局のザッピング対策
- ザッピングを防ぐ
フライングスタート、「みのもんたの朝ズバッ!」（TBS）の「8時またぎ」に代表される時報をまたいだ番組構成や、人気コーナーを番組内に分散する、CM（ステーションブレイク）なしで次の番組を始める（ステブレレス編成）、オープニングを遅らせるなど。
平日朝・夕方（特に17時台）の民放ニュース・情報番組に於いて、テレビ局側が他局のニュース番組がCM挿入されたタイミングに合わせて、CM挿入を早める所謂「右へ倣え」方式の番組編成等。
- ザッピングする人を捕まえる
  1. 画面を明るくする。
  2. カメラを動かしたり、熱帯魚やCGなど動くものをおいたり、テロップの挿入により画面に動きをつける。
  3. CMあけに、番組内容の要約（「リピート」、「ダイジェスト」）を行う。[2]。

などの対策を行っている。しかし、これらの対策はテレビをわかりづらいものにしている（テレビ離れ）。

視聴者の視聴行動の変化が、テレビ局の番組作りを変え、番組作りの変化が視聴者の行動を変えている。両者が相互作用していることを示している。